# Hans Birger Hammar den äldre
Hans Birger Hammar, född 1814, död 1862, var en svensk präst. Han var far till August Theodor Hammar och Hans Birger Hammar den yngre.
Hammar prästvigdes i Lund 1837, blev magister 1838 och klockarpräst i Norra Rörums socken 1841. 1851 blev han kyrkoherde i Mjällby socken. Hammar påverkades religiöst av Henric Schartau, men gick dock i sitt prästerliga arbete andra vägar är schartauanerna. Han var begåvad, frimodig och energisk, och blev en av ledarna för det kyrkliga "framstegspartiet", som med liberala reformkrav förenade stark missions- och nykterhetsintresse. Organ för detta blev den av Hammar utgivna Evangelisk kyrko-wän (1852–57). Hammar bekämpade allt religiöst tvång inom statskyrkan (till exempel konventikelplakatet och sockenbandet), befrämjade den religiösa lekmannaverksamheten med kolportörer och sökte hålla den fri från separatism. Hammar var en förgrundsgestalt inom Evangeliska alliansen.